# Sutarebo naturreservat
Sutarebo är ett naturreservat i Breareds socken i Halmstads kommun i Halland.
Reservatet är 24 hektar stort, blev skyddad 2005 och ligger i en brant sluttning öster om Mahult och Gyltigesjön i Simlångsdalen.

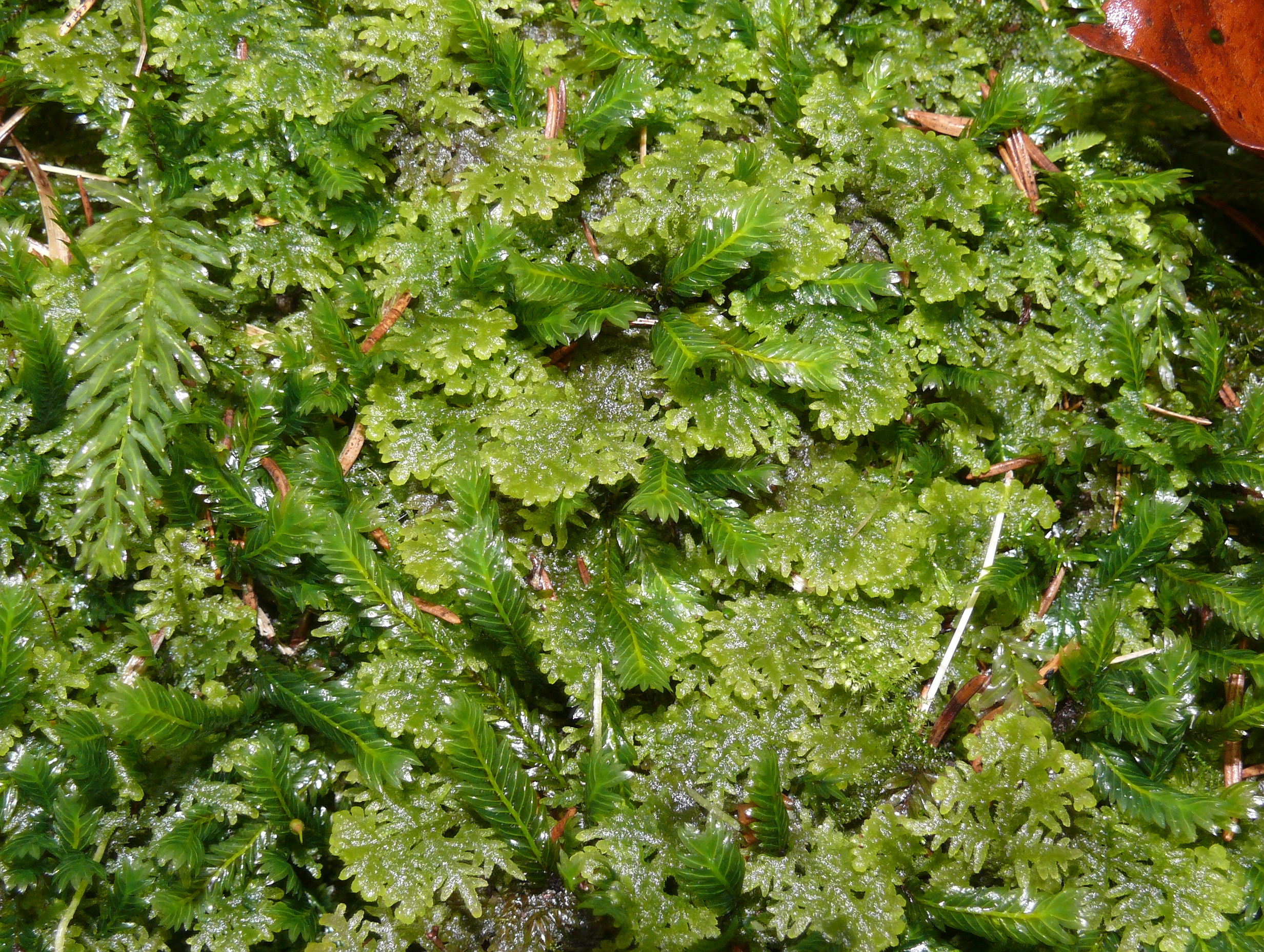
Dunmossa

Stora delar av Sutarebo utgörs av gammal blandskog av tall och bok, med en viss inblandning av björk, asp, ek och gran. Två sprickdalar går genom sluttningen som reservatet ligger i. Här finns de sällsynta arterna skogsbräsma, gullpudra och dvärghäxört. Här finns även ovanliga mossor och lavar, bland annat dunmossa och lunglav. I väster finns jordbruksmark och här växer hagmarksekar och hassel. En gammal fägata leder mot öster till betesmark.